# Орехов, Лев Николаевич
Лев Николаевич Орехов (8 ноября 1913, Тула, Российская империя — 6 ноября 1992, Санкт-Петербург, Российская Федерация) — советский художник, живописец, график, член Санкт-Петербургского Союза художников (до 1992 года — Ленинградской организации Союза художников РСФСР).

## Биография
Орехов Лев Николаевич родился 8 ноября 1913 года в Туле в семье известного тульского художника Николая Ивановича Орехова (1892—1957). В 1921—1931 годах Лев Орехов занимался в местной изостудии, которой руководил его отец. В 1932 поступил на живописный факультет Ленинградского института живописи, скульптуры и архитектуры, занимался у Бориса Фогеля, Семёна Абугова, Генриха Павловского.
В 1939 Орехов окончил институт по мастерской Александра Осмёркина с присвоением звания художника живописи. Дипломная работа — картина «Отдых колхозников в обеденный перерыв на сенокосе». В одном выпуске с Ореховым институт окончили Николай Андрецов, Пётр Белоусов, Глеб Вернер, Алексей Грицай, Евгений Жуков, Михаил Козелл, Николай Тимков, Лия Острова, Елена Скуинь, Борис Щербаков и другие молодые художники, ставшие впоследствии известными советскими живописцами.
По окончании института был призван в Красную Армию, участвовал в войне с белофиннами. В Великую Отечественную войну сражался рядовым на Ленинградском фронте. Награждён медалями «За оборону Ленинграда» и «За победу над Германией».
Участвовал в выставках ленинградских художников с 1939 года. В 1946 был принят в члены Ленинградского Союза художников. Писал портреты, пейзажи, натюрморты, жанровые сцены и тематические композиции. Живопись 1950-х годов отличает приверженность пленэрному письму, внимание к передаче состояний световоздушной среды и тональных отношений, живой акцентированный мазок. Позднее в работах усиливается декоративность и графичность, условность обобщённого рисунка и композиции. В 1946—1949 годах преподавал на кафедре монументально-декоративной живописи ЛВХПУ им. В. И. Мухиной. В 1950-е преподавал в Ленинградском художественно-графическом педагогическом училище.
Скончался 6 ноября 1992 года в Санкт-Петербурге на 79-м году жизни. 
Произведения Л. Н. Орехова находятся в музеях и частных собраниях в России, Франции, Германии, США и других странах.

## Выставки
- 1955 год (Ленинград): Весенняя выставка произведений ленинградских художников.
- 1957 год (Ленинград): 1917—1957. Выставка произведений ленинградских художников.
- 1962 год (Ленинград): Осенняя выставка произведений ленинградских художников.
- 1965 год (Ленинград): Весенняя выставка произведений ленинградских художников.
- 1968 год (Ленинград): Осенняя выставка произведений ленинградских художников.
- 1971 год (Ленинград): Наш современник. Каталог выставки произведений ленинградских художников 1971 года.
- 1976 год (Ленинград): Портрет современника. Пятая выставка произведений ленинградских художников 1976 года.
- 1994 год (Петербург): Этюд в творчестве ленинградских художников 1940—1980 годов.
- 1987 год (Ленинград): Выставка произведений художников — ветеранов Великой Отечественной войны.
- 1995 года (Петербург): Лирика в произведениях художников военного поколения. Живопись. Графика.
- 1996 год (Петербург): Живопись 1940—1990 годов. Ленинградская школа.
- 1997 год (Санкт-Петербург): Памяти учителя. Выставка петербургских художников — учеников мастерской А. А. Осмёркина, с участием Евгении Антиповой, Сергея Осипова, Виктора Тетерина, Ивана Годлевского, Глеба Савинова, Ольги Богаевской, Льва Орехова,  Евсея Моисеенко, Елены Скуинь, Нины Нератовой, Веры Любимовой.